# Chrysonopa
Chrysonopa là một chi bọ cánh cứng trong họ Chrysomelidae.
Chi này được Jacoby miêu tả khoa học năm 1908.

## Các loài
Các loài trong chi này gồm:
- Chrysonopa apicalis Takizawa, 1989
- Chrysonopa nigroscutella Tan, 1988